# 穆罕默德·萨赫拉维
穆罕默德·易卜拉欣·穆罕默德·萨赫拉维（阿拉伯语：محمد ابراهيم محمد السهلاوي，1987年1月10日—），出生于沙特阿拉伯胡富夫，沙特阿拉伯足球运动员，司职前锋，曾長期效力于沙特职业足球联赛俱乐部艾納斯。他也曾是沙特阿拉伯国家足球队成员，曾在2015年9月3日2018年世界盃資格賽亞洲區第二輪沙特阿拉伯7-0击败东帝汶的比赛上出战，并完成帽子戏法；同年11月17日第二次对阵东帝汶时独中五元，帮助沙特阿拉伯以10-0的大比分完胜对手。